# Distrito electoral de Swanwick
Swanwick (en inglés: Swanwick Precinct) es un distrito electoral ubicado en el condado de Perry en el estado estadounidense de Illinois. En el Censo de 2010 tenía una población de 806 habitantes y una densidad poblacional de 6,12 personas por km².

## Geografía
Swanwick se encuentra ubicado en las coordenadas 38°10′10″N 89°31′16″O / 38.16944, -89.52111. Según la Oficina del Censo de los Estados Unidos, Swanwick tiene una superficie total de 131.7 km², de la cual 131.46 km² corresponden a tierra firme y (0.18%) 0.24 km² es agua.

## Demografía
Según el censo de 2010, había 806 personas residiendo en Swanwick. La densidad de población era de 6,12 hab./km². De los 806 habitantes, Swanwick estaba compuesto por el 98.51% blancos, el 0.5% eran afroamericanos, el 0.12% eran amerindios, el 0.12% eran asiáticos, el 0% eran isleños del Pacífico, el 0% eran de otras razas y el 0.74% pertenecían a dos o más razas. Del total de la población el 0.25% eran hispanos o latinos de cualquier raza.